# The Mirror Conspiracy
The Mirror Conspiracy – drugi album studyjny Thievery Corporation, wydany 2 kwietnia 2000 roku w Stanach Zjednoczonych przez Eighteenth Street Lounge Music jako podwójny LP.

## Album

### Wydania
Album The Mirror Conspiracy został wydany 2 kwietnia 2000 roku w Stanach Zjednoczonych przez Eighteenth Street Lounge Music jako podwójny LP.
To samo wydawnictwo zostało ponownie wydane 21 sierpnia tego samego roku w Wielkiej Brytanii (przez Eighteenth Street Lounge Music i 4AD), a dzień później ukazało się w Stanach Zjednoczonych jako CD.

### Muzyka
Podobnie jak na debiutanckim albumie, również na The Mirror Conspiracy Garza i Hilton odwołali się do swoich ulubionych stylów i rytmów muzycznych, zaczerpniętych z muzyki brazylijskiej, jamajskiej, francuskiej i indyjskiej tworząc w efekcie miły dla ucha, wysublimowany, utrzymany w umiarkowanym tempie trip hop. Do muzyki indyjskiej i jamajskiej nawiązuje „Lebanese Blonde” z ujmującym wokalem Pam Bricker, brzmieniem sitaru Roba Myersa i jamajskiej sekcji rogów. Muzykę brazylijską reprezentują trzy piosenki: „Air Batucada”, „So Com Voce” (z wokalem Bebel Gilberto) i „Samba Tranquille”, natomiast piosenkę francuską, urozmaiconą rytmem downtempo: „Le Monde” i „Shadows of Ourselves”, zaśpiewane przez Lou Lou Ghelichkhani. Zespół wykorzystał nawet sampling Elli Fitzgerald w ambientowym „Tomorrow”.

### Artyści i utwory
Na albumie wystąpiły obie wokalistki, znane z poprzedniego wydawnictwa: Pamela Bricker (zaśpiewała „Lebanese Blonde”, „Air Batucada” i utwór tytułowy) oraz Bebel Gilberto („So Com Voce”). Debiutantką była natomiast Lou Lou (lub LouLou) Ghelichkhani, urodzona w San Jose, ale wychowana w Paryżu wokalistka z francusko-irańskimi korzeniami. Związała się ona z zespołem na dłużej, śpiewając na poszczególnych albumach po francusku, angielsku i persku. Na The Mirror Conspiracy zaśpiewała dwie piosenki: „Le Monde” i „Shadows Of Ourselves” (była również ich współautorką).
Piosenka „Lebanese Blonde” (slangowa nazwa oznaczająca wysokiej jakości libański haszysz) znalazła się na ścieżce dźwiękowej Garden State z filmu Powrót do Garden State z 2004 roku. Album Garden State otrzymał w tym samym roku nagrodę Grammy w kategorii: Best Compilation Soundtrack Album For A Motion Picture, Television Or Other Visual Media. Utwór „Indra” z kolei zilustrował jedną ze scen filmu Vanilla Sky.

### Lista utworów

#### Płyta analogowa
Lista utworów według Discogs:
Side A:
| 1. | Treasures |  |
|    |           |  |
| 2. | Le Monde  |  |
|    |           |  |
| 3. | Indra     |  |
|    |           |  |
Side B:
| 1. | Lebanese Blonde |  |
|    |                 |  |
| 2. | Focus On Sight  |  |
|    |                 |  |
| 3. | Air Batucada    |  |
|    |                 |  |
Side C:
| 1. | So Com Voce          |  |
|    |                      |  |
| 2. | Samba Tranquille     |  |
|    |                      |  |
| 3. | Shadows Of Ourselves |  |
|    |                      |  |
| 4. | The Hong Kong Triad  |  |
|    |                      |  |
Side D:
| 1. | Illumination          |  |
|    |                       |  |
| 2. | The Mirror Conspiracy |  |
|    |                       |  |
| 3. | Tomorrow              |  |
|    |                       |  |

#### Płyta CD
Lista utworów według Discogs:
| Nr  | Tytuł utworu            | Wokal                | Długość |
| --- | ----------------------- | -------------------- | ------- |
| 1.  | „Treasures”             | Brother Jack         | 2:22    |
| 2.  | „Le Monde”              | Lou Lou Ghelichkhani | 3:09    |
| 3.  | „Indra”                 |                      | 5:20    |
| 4.  | „Lebanese Blonde”       | Pam Bricker          | 4:46    |
| 5.  | „Focus On Sight”        | See-I                | 3:45    |
| 6.  | „Air Batucada”          | Pam Bricker          | 4:44    |
| 7.  | „So Com Voce”           | Bebel Gilberto       | 2:45    |
| 8.  | „Samba Tranquille”      |                      | 3:04    |
| 9.  | „Shadows Of Ourselves”  | Lou Lou Ghelichkhani | 3:35    |
| 10. | „The Hong Kong Triad”   |                      | 2:59    |
| 11. | „Illumination”          |                      | 4:36    |
| 12. | „The Mirror Conspiracy” | Pam Bricker          | 3:43    |
| 13. | „Tomorrow”              |                      | 3:41    |
|     |                         |                      | 48:29   |

## Odbiór

### Opinie krytyków
| Oceny łączne      | Oceny łączne |
| Publikacja        | Ocena        |
| ----------------- | ------------ |
| Album of the Year | 65/100       |
| Metacritic        | 76/100       |
| Recenzje          |              |
| Publikacja        | Ocena        |
| AllMusic          | [ 4 ]        |
| Robert Christgau  | [ 13 ]       |
| The Guardian      | [ 14 ]       |
| laut.de           | [ 15 ]       |
| Pitchfork         | 7.2/10       |
| RYM               | 3.42/5       |
| Rolling Stone     | [ 18 ]       |
| Sputnikmusic      | 4.1/5        |

Album zyskał na ogół przychylne recenzje (na podstawie 13 recenzji krytycznych).
Według recenzenta Sputnikmusic piosenka „Indra” być może charakteryzuje cały album. Korzystając z dość minimalistycznego stylu, ma ona dość rytmu, „abyś mógł przejść przez cały czas, ale gdzieś pośrodku budzisz się oszołomiony, mgliście świadomy jakiegoś mistycznego doświadczenia i niejasnego wspomnienia, że porywający głos i całkiem sporo obcych instrumentów zabrało Cię w podróż”.
„The Mirror Conspiracy jest doskonale wyprodukowany i prawie tak stylowy jak wirujące garnitury duetu na okładce” – uważa John Bush z AllMusic.
Zdaniem Denise Benson z Exclaim! „The Mirror Conspiracy nie rozczarowuje swoim brzmieniem, które fani Thievery rozpoznają już od pierwszych dubowych, muzycznych momentów. Choć nie ma tu prawdziwych niespodzianek, czy wstrząsów brzmieniowych, wielokrotne przesłuchania zdradzają pracę producentów drążących materię, by zaoferować nowe tekstury i ozdobne dodatki”.
„Najwyraźniej drugi album Erica Hiltona i Roba Garzy powstał pod wpływem wielu wieczorów spędzonych na słuchaniu ścieżek dźwiękowych do filmów z lat 60. i rzadkiej muzyki z bibliotek Włoch i Wielkiej Brytanii” – brzmi komentarz redakcyjny dziennika The Guardian.
„Płyta ta nadaje się jako muzyczne tło do wszystkiego, co robisz” – uważa Gregory Britsch z magazynu laut.de.

### Listy tygodniowe
| Kraj              | Lista                          | Pozycja |
| ----------------- | ------------------------------ | ------- |
| Austria           | Ö3 Austria Top 40              | 48      |
| Francja           | SNEP                           | 45      |
| Holandia          | DutchCharts                    | 80      |
| Niemcy            | Offizielle Deutsche Charts     | 32      |
| Nowa Zelandia     | ONZMC                          | 22      |
| Stany Zjednoczone | Heatseekers Albums (Billboard) | 38      |
| Stany Zjednoczone | Independent Albums (Billboard) | 28      |
| Włochy            | FIMI                           | 26      |

### Sprzedaż
Według Nielsen SoundScan album został sprzedany w liczbie 119 tysięcy egzemplarzy (sierpień 2002).